# تشوي تشونغ مين
تشوي تشونغ مين مواليد 30 أغسطس 1930 في محافظة تايدونغ التابعة لبيونغان الجنوبية في شبه الجزيرة الكورية - الوفاة 8 ديسمبر 1983، هو لاعب كرة قدم كوري جنوبي كان يلعب كمهاجم. سبق له أن لعب في كأس العالم لكرة القدم مع منتخب بلاده. شارك في مونديال عام 1954.

## روابط خارجية
- تشوي تشونغ مين على موقع الاتحاد الدولي (مؤرشف)  (الإنجليزية)
- تشوي تشونغ مين على موقع قاعدة بيانات كرة القدم.إي يو (الإنجليزية)
- تشوي تشونغ مين على موقع ناشيونال فوتبول تيمز (الإنجليزية)
- تشوي تشونغ مين على موقع Soccerway.com (الإنجليزية)
- تشوي تشونغ مين على موقع عالم كرة القدم.نت (الإنجليزية)